# Johan Christopher Sturmberg
Johan Christopher Sturmberg (født formentlig i Wien – begravet efter 30. august 1722 i Sankt Petri Kirke) var en dansk billedhugger og stukkatør, bror til Johan Adam Sturmberg.

## Virke
Sturmberg var katolik og muligvis født 1670-75 i Tyskland. Her i Danmark var han i sine første år fra 1708 af, som det synes, mest stukarbejder; senere arbejdede han for Frederik IV fra 1716 til 1722, da han blev syg og døde omtrent ved overgangen fra 1722 til 1723. Han havde ved arbejdet på Fredensborg pådraget sig "einen schweren hitzigen Fieber". Han efterlod en enke, Ane Cathrine, som fik betaling for hans sidste arbejder. Han var Simon Stanleys første lærer.
Han blev gift senest 1715 med Anna Catharina Wacheler (ca. 1694 – begravet 30. april 1774 i København).

### Hovedværker
Blandt hans arbejder må nævnes de fire Herkulesstøtter af træ, som stod ved den ældre Knippelsbro, og som udførtes 1712, og fire "Søafguder" af sten, udførte 1716, til Højbro. De vigtigste arbejder, som nævnes i de kgl. regnskaber, er i 1716 "nogle Billeder og Statuer til Karussellet i Forening med Billedhuggermester Warenheim", samme år "otte Børn (Statuetter), to Vaser og en Mercur", alt af træ til "Triangelgarten", fra 1717 de to smukke marmorsarkofager til Christian V's og Charlotte Amalies lig til Roskilde Domkirke, hvorhen de blev bragte i februar 1719, efter i afdrag at være betalte med 2400 rigsdaler kurant, samt endelig en del dekorationsarbejde i stuk og pap. I 1719 tog han en maske i voks "af den højsalige Prinsesse, Hertuginden af Slesvig". Hans sidste store arbejde var det kolossale flade relief i den store halvrunde fronton over Kancellibygningen, som han kun fik 1000 rigsdaler kurant for, og efter mange ydmyge "Suppliker" endelig af nåde et tillæg på 200 rigsdaler, uagtet den havde kostet ham endnu mere.

## Værker
- Stukloft i Frederiksberg Slotskirke (1708-09)
- 7 "Kinders" af sten, bl.a. til Kongens Have (1711)
- 6 stuklofter, Slotsholmsgade 8, København (1711-12, sammen med Anthoni Auzoni, 1 bevaret)
- 4 Herkulesstatuer af træ til Knippelsbro (1712, forsvundet)
- Kineserfigur til porcelænsværelset, Rosenborg Slot (1715)
- Figurer og relieffer til Christian V's og Charlotte Amalies sarkofager i Roskilde Domkirke (1715)
- 4 søguder af sten ved Højbro (1716, forsvundet)
- Til Københavns Slot: "Kinders" til nicherne på boldhuset, frontispicer på kronprinsens stald og boldmesterens hus (1716, forsvundet)
- 1 vase, 1 Merkur og 8 "Kinders" af egetræ (1716, forsvundet)
- 3 attrapfalke og dyreskulpturer til Hertugindens Have bag Børsen (1717, forsvundet)
- Arbejder ved Gyldenlund Slot (1718)
- Frontonrelief med buste af Frederik IV Kancellibygningen, Slotsholmsgade 4 (1718)
- Figur over portalen sammesteds (1719)
- Stuklofter sammesteds (1719, sammen med Auzoni)
- General Caspar Herman Hausmanns sarkofag, Vor Frelser Kirke, Oslo (ca. 1719)
- Otte Krabbes marmorepitafium, Roskilde Domkirke (ca. 1719)
- Skulptur til prædikestol og lydhimmel til Frederiksberg Slotskirke (1721)
- Statuer til Fredensborg Slotspark: Pan, Syrinx, Silén m.fl. (1722)
- Stuklofter i 6 gemakker og 4 kabinetter sammesteds (1722, sammen med Johan Adam Sturmberg, 3 bevarede i hhv. dronningens og kronprinsessens sovegemakker og kronprinsens forgemak)
- Stuklofter til eget hus på Kongens Nytorv (forsvundet)

Repræsenteret med tegninger i Den Kongelige Kobberstiksamling og Designmuseum Danmark